# Topol bílý v Lochotínské ulici
Topol bílý v Lochotínské ulici byl památný strom v Plzni. Mohutný topol bílý (Populus alba) stál samostatně nedaleko lochotínských luk na parcele č. 12690/1 jako součást uličního stromořadí u křižovatky Lochotínské s Kleisslovou ulicí v nadmořské výšce 305 m. Byl pravděpodobně pozůstatkem aleje topolů vysázené roku 1876 spolkem Jednota pro zakládání sadů a okrašlování města Plzně. Pokud byl topol vysazen spolu s alejí, pak jeho věk překročil 131 let, některé zdroje však uvádějí věk 210 let. Obvod jeho kmene měřil 385 cm, koruna byla široká 18 m a dosahoval do výšky 25 m (měření 1998). V listopadu 2006 byl změřen průměr kmene 122 cm a výška stromu 29 m.
Za chráněný přírodní výtvor byl topol vyhlášen 22. září 1987 vyhláškou Národního výboru města Plzně, chráněn byl pro svůj vzrůst a věk.

## Pokácení stromu
V říjnu 2006 AOPK ČR upozornila Odbor životního prostředí Magistrátu města Plzně na výskyt plodnic houby z rodu václavka (Armillaria spp.) na bázi kmene topolu a vyslovila podezření o možném rozsáhlém poškození kořenového systému. Na základě tohoto podezření objednalo město Plzeň znalecký posudek provozní bezpečnosti topolu.
Soudní znalec provedl 20. listopadu téhož roku místní šetření, při kterém konstatoval mechanické poškození paty kmene s projevy infekce. V koruně stromu nalezl patrné stopy infekce a stopy po dlouhodobě snížené fyziologické vitalitě, také označil poměry pro růst stromu na stanovišti za výrazně zhoršené v důsledku zhutnění půdního povrchu. Byl proveden přístrojový test metodou tahové zkoušky a to ve dvou směrech. Výsledek zkoušky ukázal významné zhoršení statických poměrů – ve směru kolmo na vozovku byla změřena pouze 66% odolnost proti zlomu a 44% odolnost proti vyvrácení, ačkoliv minimální požadovaná odolnost proti zlomu a vyvrácení ve všech směrech je 150 % (hodnota 100 % odpovídá odolání náporu větru o rychlosti 32,5 m·s−1). Zkoušky prokázaly podezření na rozsáhlé poškození kořenového systému při dřívějších výkopových pracích v chodníku následované houbovou infekcí. Protože stabilizace stromu obvodovým řezem nebyla možná, doporučil znalec pokácení stromu.
Na základě rozhodnutí MMP z 8. března 2007 byl topol 15. dubna 2007 pokácen a na místě zbyl pouze pařez. Město hodlá provést začištění, povrchovou úpravu a zastřešení pařezu včetně doplnění informační desky pro návštěvníky.

## Stromy v okolí
- Körnerův dub
- Kilometrovka